# Технологічна мінералогія
Технологічна мінералогія — галузь мінералогії, яка вивчає зміни, яких зазнають мінерали в технологічних процесах, а також застосування мінералів та їх синтетичних аналогів у техніці.

## Об'єкт дослідження
Технологічна мінералогія супроводжує переробку мінеральної сировини від оцінки сировини через контроль якості продукту до переробки або безпечного остаточного зберігання. Він досліджує мінеральну сировину, таку як руди, глини, піски, гравій, солі, промислові мінерали та гірські породи, щодо їх придатності для виробництва таких продуктів, як кераміка, скло, цемент, напівпровідники, синтетичні монокристали, папір, пігменти, наповнювачі, каталізатори, волокна, тверді матеріали, добрива чи ювелірні вироби. На подальших етапах процесу вона вивчає, наприклад, трансформації, які відбуваються, наприклад, під час випалювання кераміки, при схоплюванні цементу та під час кристалізації скла з метою покращення властивостей продукту, підвищення ефективності використання енергії, мінімізації зносу машин і виключення утворення шкідливих побічних продуктів. Пізніше мінералоги займаються характеристикою продуктів з огляду на їх взаємодію з навколишнім середовищем, організмом людини (наприклад, з імплантатами) або екстремальними напруженнями, викликаними високим тиском, високими температурами, механічним впливом або агресивними хімічними умовами. Нарешті, вони досліджують варіанти переробки та безпечної утилізації. Для цього вони намагаються зв'язати токсичні або радіоактивні елементи в мінералах і таким чином видалити їх із циклів обігу у навколишньому середовищі.

## Методи дослідження
Технологічна мінералогія використовує такі методи, як поляризаційна мікроскопія для отримання інформації про структуру, рентгенівська дифрактометрія для визначення вмісту мінералів і рентгенівський флуоресцентний аналіз для хімічної характеристики сировини. Контроль процесів здійснюється за допомогою таких методів термічного аналізу, як DTA, DSC або TG для спостереження за реакціями в процесі виробництва. Продукти можна досліджувати, наприклад, за допомогою трансмісійної електронної мікроскопії та денситометрії електронної хмарки для виявлення та оцінки дефектів у їх кристалічній решітці .